# برایت ماچیدا
برایت ماچیدا (ژاپنی: 町田 ブライト؛ زادهٔ ۲۳ اکتبر ۱۹۹۶) یک بازیکن فوتبال اهل ژاپن است.
از باشگاه‌هایی که در آن بازی کرده‌است می‌توان به باشگاه فوتبال گیفو اشاره کرد.